# Sylvia Engelmann
Sylvia „Sylvie“ Engelmann (* 22. September 1958 in Rosenheim) ist eine deutsche Schauspielerin, Tänzerin, Fotomodell und Schriftstellerin.

## Leben
Sylvia Engelmann kam als Tochter eines Berufsmusikers zur Welt. Bis zu ihrer Einschulung begleitete sie ihre Eltern auf Tournee. Die Familie zog für ihre Schulzeit nach Überlingen.
Ab 1966 erhielt sie für mehrere Jahre klassischen Ballett-Unterricht, den sie jedoch auf Drängen ihrer Mutter beendete. Nach der Mittleren Reife ging sie 1976 mit ihrem Freund nach München und lebt dort bis zum heutigen Tage.
Sylvia Engelmann war dreimal verheiratet.

## Karriere
Nach ihrer Ankunft in München 1976 begann sie zunächst eine Tätigkeit in einem Rotlicht-Etablissement, wechselte aber nach wenigen Monaten zur ersten Peepshow Münchens des Kiez-Gastronoms Walter Staudinger.
Es folgten erste Filmangebote im Bereich Erotikfilm und Pornografie – die Filme wurden, wie in der damaligen Zeit üblich, auf Super 8 veröffentlicht. Sie agierte in mehreren bayrischen Komödien und Report-Filmen der Regisseure Franz Marischka, Walter Boos, Rolf Olsen und Jürgen Enz.
In den 1980er Jahren konzentrierte sie sich auf eine Model-Karriere und arbeitete als Playboy-Bunny. Mitte der 1990er Jahre entdeckte sie für sich das Genre Burlesque und eröffnete eine Burlesque-Agentur und -Schule.
Anfang der 2000er Jahre kehrte sie vor die Kamera zurück und wirkte in diversen Vorabendserien privater Sender mit. 2009 erschien ihr erstes Buch, Rappen für Senioren ab 33 – Gedichte und Reime aus Kreuz und Quer. Es folgte 2015 ihr zweites Buch, Verbal Burlesque.

## Filmografie

### Kino (Auswahl)
- 1978: Schulmädchen-Report. 12. Teil: Junge Mädchen brauchen Liebe
- 1978: Liebesgrüße aus der Lederhose – 5. Teil – Die Bruchpiloten vom Königssee
- 1979: Ekstase – Der Prozeß gegen die Satansmädchen
- 1979: Zwei Däninnen in Lederhosen
- 1979: Das Haus der geheimen Lüste
- 1979: Zum Gasthof der spritzigen Mädchen
- 1979: Aus dem Tagebuch einer Siebzehnjährigen
- 1979: Moni und Lisa – Die sextollen Schwestern
- 1980: Schulmädchen-Report 13. Teil: Vergiß beim Sex die Liebe nicht
- 1981: Die Todesgöttin des Liebescamps
- 1983: Kehraus
- 1985: Die Einsteiger
- 1994: Im Schatten der Waffe
- 2016: Schweinskopf al dente[1]

### Fernsehserien (Auswahl)
- 1986: Irgendwie und sowieso: Folge 2, Die lange Nacht
- 2003: Lenßen & Partner: Die verhexte Schwangere
- 2006: K11 – Kommissare im Einsatz: Stimmen aus dem Jenseits
- 2007: Lenßen & Partner: MaiThai
- 2008: Richter Alexander Hold: Der Feuerteufel
- 2009: Richter Alexander Hold: Die gekaufte Familie
- 2011: K11 – Kommissare im Einsatz: Anruf nach Mitternacht
- 2012: Unter Beobachtung: In U-Haft
- 2013: Schicksale: Meine Schwiegereltern hassen mich
- 2014: In Gefahr: Lucia – Im Bann einer Hexe
- 2015: Im Namen der Gerechtigkeit: Das Spukschloss

## Bücher
- 2009: Rappen für Senioren ab 33: Gedichte und Reime aus Kreuz und Quer, ISBN 9783839104811.
- 2015: Verbal Burlesque – Frivol-Lyrik und Prosa-Quickies, ISBN 9783038301042.
- 2018: Trauer & Spiritualität vs. Sozialkritik: Poesie und Gedanken, ISBN 9781730950810.